# Parafia św. Józefa Oblubieńca w Białymstoku
Parafia pw. Świętego Józefa Oblubieńca w Białymstoku – rzymskokatolicka parafia należąca do dekanatu Białystok – Śródmieście, archidiecezji białostockiej, metropolii białostockiej.

## Historia parafii
Parafię erygował 29 czerwca 2001 roku abp Wojciech Ziemba poprzez wydzielenie z parafii św Ducha.  

## Kościół parafialny i kaplice
Budowę kościoła parafialnego pw. św. Józefa Oblubieńca rozpoczęto w 2003 według projektu Arkadiusza Koca. Do parafii należy kaplica na cmentarzu w Białymstoku.

## Proboszczowie
- ks. Antoni Paniczka[1]
- ks. Krzysztof Łapiński[2]